# Лясковичі (Іванівський район)
Лясковичі (біл. Ляскавічы) — село в Іванівському районі Брестської області Білорусії. Центр Лясковицької сільради. Населення — 1405 осіб (2019).

## Географія
Лясковичі примикають із півночі до міста Іванове, фактично є його північним передмістям. Від Іванова відокремлені автошляхом Брест – Гомель. Місцевість належить басейну Дніпра, на захід від села розташовується невелике Лясковицьке водосховище на річці Саморувка (притока річки Неслуха). Найближча залізнична станція в Іваново (лінія Брест — Пінськ — Гомель).

## Визначні пам'ятки
- Церква Різдва Богородиці (Пречистенська церква). Дерев'яну православну церкву збудовано у 1783 році. Пам'ятник дерев'яної архітектури. Церква включена до Державного списку історико-культурних цінностей Республіки Білорусь[2].
- Від садиби Гловинських (XIX століття), що існувала в селі, залишилися лише фрагменти парку. Садибний будинок пережив Велику Вітчизняну війну, після війни у ньому розташовувалося правління колгоспу. Однак після переїзду правління в нову будівлю колишній панський будинок було розібрано, а на його місці збудовано клуб[3].